# Herman Brusselmans

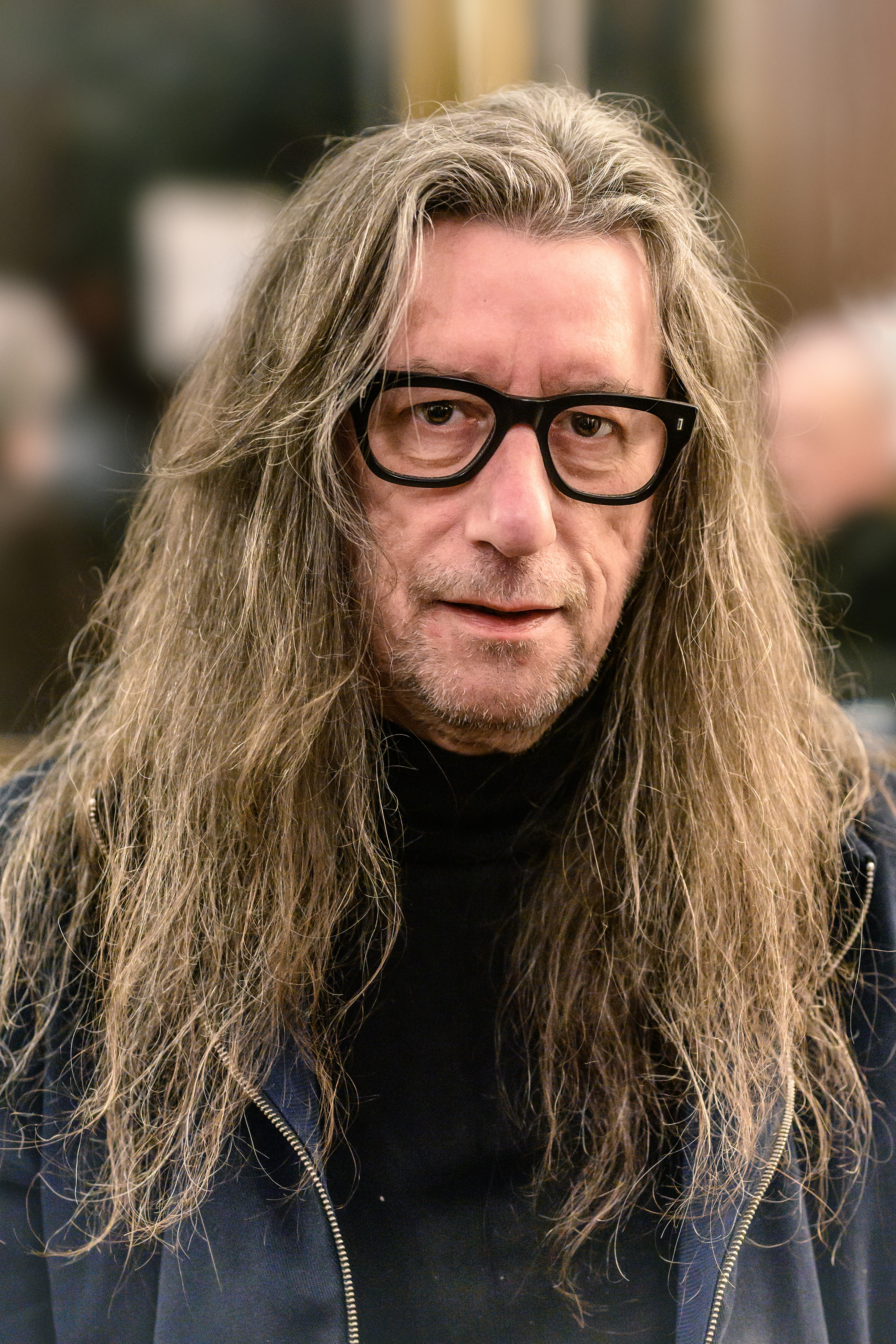
Herman Brusselmans, 2023

Herman Brusselmans (* 9. Oktober 1957 in Hamme, Belgien) ist ein flämisch-belgischer Schriftsteller, Dichter, Verfasser von Theaterstücken und Kolumnist. Er lebt in Gent. Aufgrund antisemitischer Aussagen gilt er als umstritten. 

## Biographie
Herman Brusselmans studierte Niederländisch und Englisch an der Universität in Gent. In seiner Jugend war er ein erfolgreicher Fußballspieler und spielte für den VW Hamme und den SC Lokeren. In den frühen 1980er Jahren wurde er als Teil einer jungen flämischen Schriftstellergeneration, der unter anderem Tom Lanoye und Kristien Hemmerechts angehörten, bekannt. Brusselmans schrieb für das belgische Wochenmagazin HUMO eine Kolumne. Er bekam eine eigene Fernsehshow und erschien regelmäßig in Talk-Shows. Seine Kommentare erregten Aufsehen in den Medien und der Öffentlichkeit und gipfelten sogar in Klagen gegen den Schriftsteller.
Im Dezember 2023 unterstellte Brusselmans Israel, es wende im Krieg im Gazastreifen dieselben Methoden an wie einst die Deutschen, um „eine ganze Rasse zu vernichten“. Am 4. August 2024 veröffentlichte er in HUMO einen Artikel, in dem er ausdrückte, was er bei den Auseinandersetzungen in Gaza empfinde: „Ich sehe das Bild eines weinenden und schreienden palästinensischen Jungen, der völlig außer sich nach seiner Mutter schreit, die unter den Trümmern liegt, und ich stelle mir vor, dass der Junge mein eigener Sohn Roman ist und die Mutter meine Freundin Lena, und ich werde so wütend, dass ich jedem Juden, dem ich begegne, ein spitzes Messer in die Kehle rammen möchte.“ Für jeden von der „israelischen Scheißarmee“ getöteten Hamas- oder Hisbollah-Kämpfer würden „Hunderte unschuldiger Zivilisten getötet“, darunter viele Kinder. Die European Jewish Association kündigte daraufhin rechtliche Schritte an. Assita Kanko, eine belgische Abgeordnete des Europäischen Parlaments (MdEP), schrieb, Brusselmans Aussage sei „purer und offener Antisemitismus“. Hier gehe es „nicht um Meinungsfreiheit oder Satire, es ist ein Aufruf zur Gewalt. Es ist ein Aufruf zum Mord. Warum veröffentlichen @Humo so etwas überhaupt?“ Mehrere jüdische Organisationen in Belgien verklagten den Kolumnisten sowie die Zeitschrift wegen Anstiftung zu Hass und Mord.
Kritiker werfen Brusselmans wegen der wiederkehrenden Hauptthemen seines Werkes (Sex, Alkohol, Zigaretten und Langeweile) Monotonie vor. Die Kritik bemängelt auch die autobiographische Komponente und eine angeblich geringe Qualität. Trotzdem zählt der Autor zu den bekanntesten und absatzstärksten Autoren in Flandern.
Herman Brusselmans spielte 1996 ein autistisches Mitglied der Hells Angels in der belgischen Filmproduktion Camping Cosmos. Anfang 2007 erschien nach seinem 1994 veröffentlichten Roman ein gleichnamiger Film (Ex Drummer) des Regisseurs Koen Mortier.

## Werke (Auswahl)
- 1982 Het zinneloze zeilen (Erzählungen)
- 1984 Prachtige ogen (Roman)
- 1985 De man die werk vond (Roman)
- 1986 Heden ben ik nuchter (Roman)
- 1987 Zijn er kanalen in Aalst? (Roman)
- 1988 De Geschiedenis van de Vlaamse Letterkunde.
- 1988 Iedere zondag sterven en doodgaan in de week (Novelle)
- 1989 Dagboek van een vermoeide egoïst (Roman)
- 1989 De Canadese muur (Theaterstück), zusammen mit Tom Lanoye
- 1989 De Geschiedenis van de Wereldliteratuur (Kolumne)
- 1990 Vlucht voor mij (Roman)
- 1991 Ex-schrijver (Roman)
- 1992 Het mooie kotsende meisje (Erzählungen)
- 1993 Ex-minnaar (Roman)
- 1994 Ex-drummer (Roman)
- 1994 Het oude nieuws van deze tijden (Roman)
- 1995 De terugkeer van Bonanza (Roman)
- 1995 Vrouwen met een IQ (Roman)
- 1996 Autobiografie van iemand anders (Roman)
- 1996 Guggenheimer wast witter (Roman)
- 1997 Meisjes hebben grotere borsten dan jongens. (Kindergedichte)
- 1997 Zul je mij altijd graag zien? (Autobiographie)
- 1997 Logica voor idioten (semi-autobiographischer Roman)
- 1998 Bloemen op mijn graf (Sammlung von Erzählungen, Kolumnen, Gedichten etc.)
- 1998 Nog drie keer slapen en ik word wakker (Roman)
- 1999 Het einde van mensen in 1967 (Erzählungen)
- 1999 Uitgeverij Guggenheimer (Roman)
- 2000 Vergeef mij de liefde (Roman)
- 2000 De koffer (Comicband)
- 2001 Pitface (Roman)
- 2002 De Kus in de Nacht (Roman)
- 2002 Mank (Roman)
- 2003 De Droogte (Roman)
- 2004 Ik ben rijk en beroemd en heb nekpijn (Roman)
- 2004 In de knoei (Roman)
- 2004 Heilige schrik (Collection of columns published in HUMO)
- 2005 Het spook van Toetegaai (Roman)
- 2006 De dollartekens in de ogen van Moeder Theresa (Kurzgeschichte)
- 2007 Muggepuut (Roman)
- 2008 Toos (Roman)
- 2008: Een dag in Gent (Roman)
- 2009: Mijn haar is lang (Roman)
- 2009: Kaloemmerkes in de zep (Roman)
- 2010: Trager dan de snelheid (Roman – De man die werk vond 3)
- 2011: Van drie tot zes (Roman)
- 2011: De biografie van John Muts (Roman)
- 2012: Watervrees tijdens een verdrinking (Roman)
- 2012: Guggenheimer in de mode (Roman – Guggenheimer 4)
- 2013: Mogelijke memoires (Roman)
- 2013: De qualastofont (Roman)
- 2014: Zeik (Roman)
- 2014: Poppy en Eddie (Roman)
- 2014: Waarom België (geen) wereldkampioen wordt
- 2015: Zeik en de moord op de poetsvrouw van Hugo Claus (Roman)
- 2015: Poppy en Eddie en Manon (Roman)
- 2016: Zeik en het lijk op de dijk (Roman)
- 2016: Poppy en Eddie en Manon en Roy Harper (Roman)
- 2016: De fouten
- 2017: Moord en andere onzin. De Zeik-trilogie (= Zeik, Zeik en de moord op de poetsvrouw van Hugo Claus und Zeik en het lijk op de dijk)
- 2017: Hij schreef te weinig boeken (Roman)
- 2017: Guggenheimer koopt een neger (Roman)
- 2018: Feest bij de familie Van de Velde (Roman)
- 2018: Achter een struik (Roman)
- 2019: Zo dom als Albert Einstein (Roman)
- 2019: De tafel (Roman)
- 2020: Bloed spuwen naar de hematoloog (Roman)
- 2020: Vertrouw mij, ik kom uit de veehandel (Roman)